# Kaspichan (huyện)
Kaspichan là một huyện thuộc tỉnh Shumen, Bungaria. Dân số thời điểm năm 2001 là 9808 người.